# Limnias ceratophylli
Limnias ceratophylli är en hjuldjursart som beskrevs av Schrank 1803. Limnias ceratophylli ingår i släktet Limnias och familjen Flosculariidae. Arten är reproducerande i Sverige. Inga underarter finns listade i Catalogue of Life.